# Yvonne Ridley
Yvonne Ridley (Stanley, 23 aprile 1958) è una giornalista inglese.
Ridley è una corrispondente di guerra, conosciuta per la sua cattura da parte dei talebani e la sua successiva conversione all'Islam dopo il rilascio e la schietta opposizione al sionismo dichiarata propaganda dei media occidentali. Ridley attualmente lavora preso Press TV, televisione iraniana in lingua inglese.
Si candidò alla Camera dei comuni nel 2012 nel collegio di Rotherham arrivando quarta e non riuscendo ad essere eletta.